# Адам Грейвс
Адам Скотт Грейвс (англ. Adam Scott Graves; 12 квітня 1968, м. Торонто, Канада) — канадський хокеїст, лівий нападник.
Виступав за «Віндзор Спітфайєрс» (ОХЛ), «Детройт Ред-Вінгс», «Адірондак Ред-Вінгс» (АХЛ), «Едмонтон Ойлерс», «Нью-Йорк Рейнджерс», «Сан-Хосе Шаркс».
В чемпіонатах НХЛ — 1152 матчі (329+287), у турнірах Кубка Стенлі — 120 матчів (38+27).
У складі національної збірної Канади учасник чемпіонатів світу 1993 і 1999 (18 матчів, 8+5), учасник Кубка світу 1996 (7 матчів, 0+1). У складі молодіжної збірної Канади учасник чемпіонату світу 1988.
Досягнення
- Володар Кубка Стенлі (1990, 1994)
- Фіналіст Кубка світу (1996)
- Переможець молодіжного чемпіонату світу (1988)
- Учасник матчу всіх зірок НХЛ (1994)

Нагороди
- Трофей Кінга Кленсі (1994)
- Нагорода Білла Мастертона (2001).